# 塞林安姆羅斯
塞林安姆羅斯（Cerin Amroth）是托爾金（J. R. R. Tolkien）奇幻小說的虛構地名。
塞林安姆羅斯是伊拉諾（Elanor）生長的地方，位於羅斯洛立安（Lothlórien）的心臟地帶，國王安羅斯（Amroth）的家園亦在林安姆羅斯，他後來失蹤了。亞拉岡（Aragorn）和亞玟（Arwen）在此地海誓山盟。亞拉岡死後，亞玟在不久後在塞林安姆羅斯去世。